# Alfons X Mądry

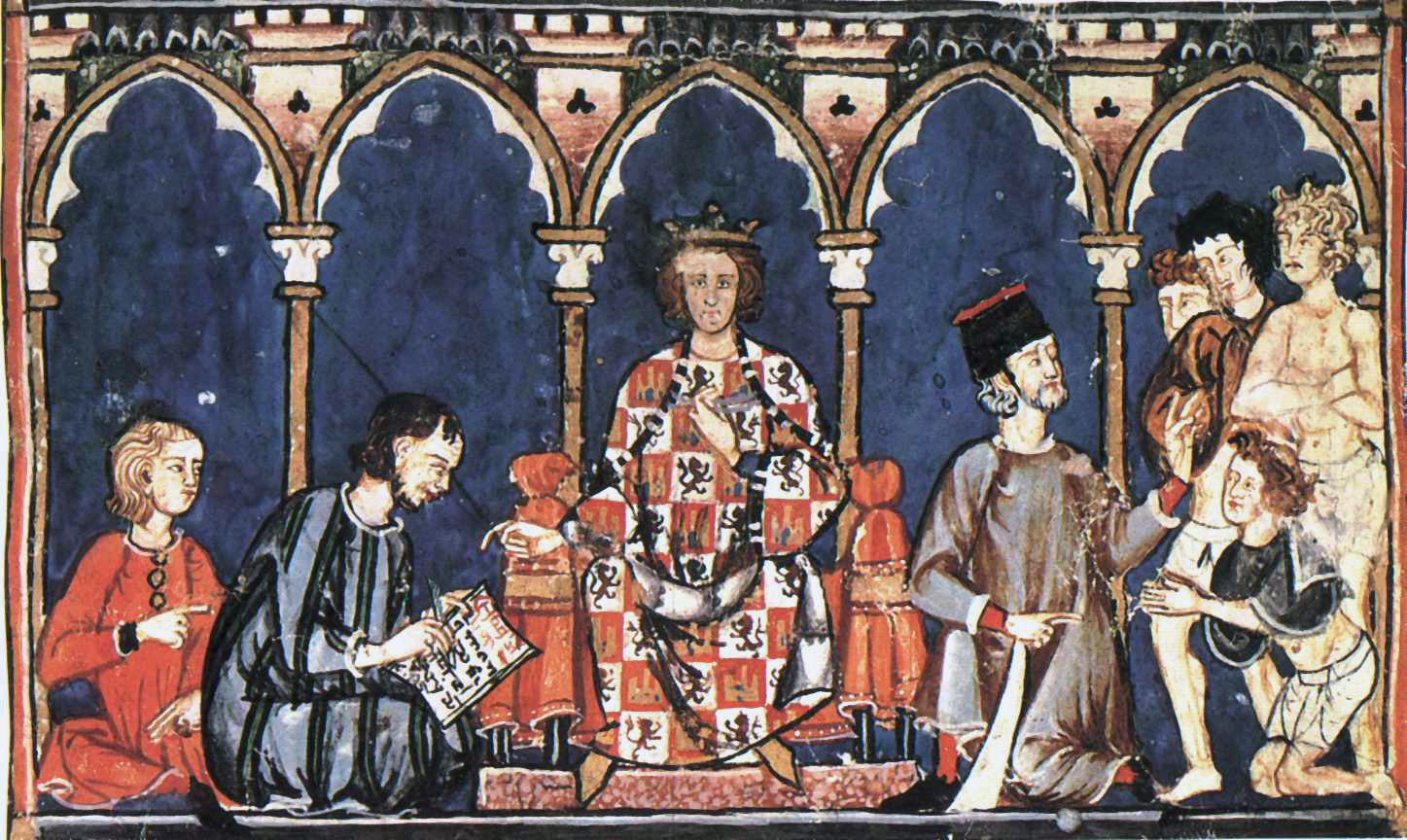
Alfons X i jego dwór

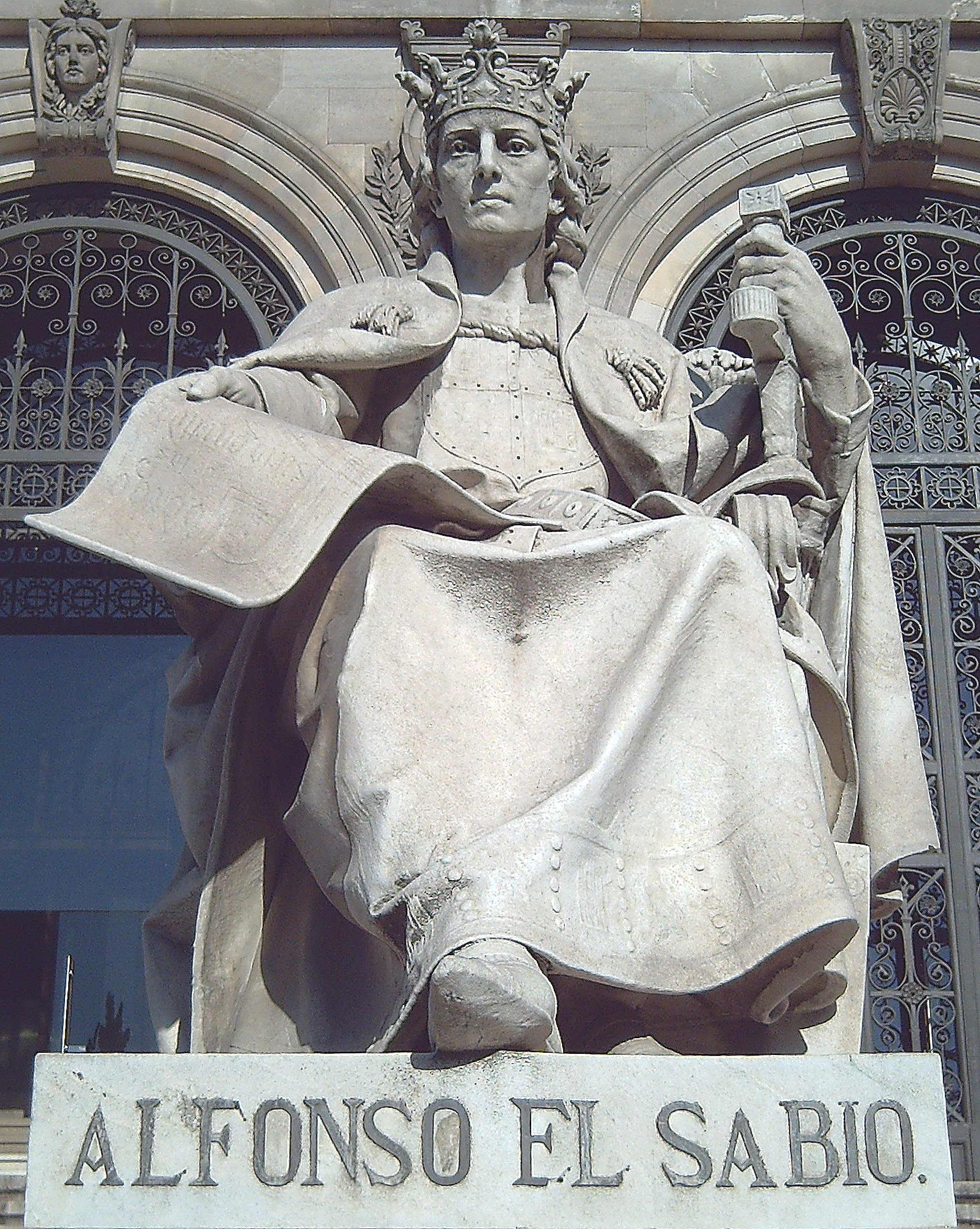
Posąg Alfonsa X

Alfons X Mądry, hiszp. Alfonso X El Sabio (ur. 23 listopada 1221 w Toledo, zm. 4 kwietnia 1284, w Sewilli) – król Kastylii i Leónu w latach 1252–1284, antykról Niemiec w latach 1257–1275 (w opozycji do Ryszarda z Kornwalii, a następnie wybranego Rudolfa Habsburga).

## Życiorys
Był najstarszym synem Ferdynanda III Świętego i Elżbiety, córki Filipa Szwabskiego. Objął tron po swoim ojcu 1 czerwca 1252 roku. Alfons X zapisał się w historii jako mecenas nauki i sztuki, który zgromadził wokół siebie kolegium żydowskich i arabskich uczonych znanych jako szkoła tłumaczy w Toledo. Z jego inicjatywy spisano Historię Hiszpanii (Estoria de Espana, ok. 1260) obejmującą okres od niepamiętnych czasów do XIII wieku. Poza tym uczeni pod jego przewodnictwem zajęli się kodyfikacją prawa zapisanego w tzw. Las Siete Partidas. Na podstawie tego kodeksu można wysnuć wniosek, że Alfons odznaczał się tolerancyjnym podejściem w odniesieniu do zamieszkujących półwysep muzułmanów oraz żydów. Popierał tzw. Toledańską Szkołę Tłumaczy, uczonych, którzy przekładali na łacinę i hiszpański teksty arabskie i hebrajskie znajdowane w podbijanych miastach.
Za jego czasów język hiszpański (kastylijski) zaczął zastępować wcześniej panującą łacinę. Alfons X zajmował się także astronomią; prowadził obserwatorium w swej stolicy, Toledo, a także zwołał kolegium najlepszych astronomów, które stworzyło Tablice alfonsyńskie (Tablas alfonsíes) dotyczące konstelacji gwiezdnych i ruchów gwiazd. Kazał przetłumaczyć arabski traktat o kamieniach (Lapidario, 1241) oraz zbiór bajek i przypowieści wschodnich Calila y Dimma (1251). Jest także autorem ok. 450 cantigas, czyli pieśni religijnych ku czci Matki Boskiej (Cantigas de Santa Maria), zawartych w 4 rękopisach.
Jest autorem pierwszego na świecie (1283 r.) manuskryptu, opisującego grę w szachy klasyczne. Manuskrypt ten, przechowywany w bibliotece klasztoru św. Wawrzyńca w Eskurialu koło Madrytu dotyczy również innych gier, takich jak kości, warcaby, szachy nieortodoksyjne i inne gry tablicowe, również te oparte na rzutach kośćmi.
Jego zasługi na polu sztuki, nauki i kultury nie szły w parze z sukcesami politycznymi. Nie udało mu się wyprzeć z Półwyspu Iberyjskiego Maurów, ani opanować Nawarry czy też Portugalii – co prawda udało mu się zdobyć Kadyks. Mimo pretendowania do tronu Świętego Cesarstwa Rzymskiego i wyboru przez część książąt na króla rzymskiego, nie udało mu się nigdy faktycznie zostać cesarzem – przegrał rywalizację z bratem króla Anglii Ryszardem z Kornwalii. Nieudane próby reformy prawodawstwa i nakładane podatki spowodowały rewoltę w kraju, a w końcowym efekcie detronizację Alfonsa przez jego syna Sancho IV.
Urna z sercem Alfonsa X Mądrego znajduje się w katedrze w Murcji.
W 1246 poślubił Jolantę Aragońską, wówczas dziesięcioletnią córkę króla Aragonii – Jakuba I Zdobywcy i Jolanty Węgierskiej. Para miała razem 12 dzieci:
- Ferdynanda (zm. w dzieciństwie i pochowanego w Las Huelgas, w Burgos),
- Berengarię (1253 – po 1284),
- Beatrycze (1254–1280), żonę Wilhelma VII, markiza Montferrat,
- Ferdynanda de la Cerda, infanta Kastylii (1255–1275), męża Blanki (córki króla Francji Ludwika IX Świętego),
- Eleonorę (1257–1275),
- Sancha IV Odważnego, króla Kastylii (1258–1295),
- Konstancję (1258–1280), zakonnicę w Las Huelgas,
- Piotra (1260–1283),
- Jana, pana Walencji (1262–1319),
- Izabelę (zm. w dzieciństwie),
- Jolantę (1265–1296), żonę Diega Lopeza de Haro,
- Jakuba (1266–1284).

## Upamiętnienie
Jego imieniem nazwano krater Alphonsus na Księżycu.